# Etolo (figlio di Endimione)
Etolo (in greco antico: Αἰτωλός?, Aitōlós) è un personaggio della mitologia greca. Fu re di Elide.

## Genealogia
Figlio di Endimione e di una ninfa Naiade o di una donna mortale su cui gli stessi autori di scrivono più nomi (Ifianassa, Asterodia Cromia, Hyperippe).
Sposò Pronoe con la quale ebbe i figli Pleurone e Calidone. 

Pausania scrive che fu anche il padre di Augia, personaggio quest'ultimo a cui sono state definite numerose ascendenze.

## Mitologia
Suo padre, il re di Elea, per decidere a quale dei propri figli lasciare il regno, organizzò una gara ad Olimpia dove il vincitore fu Epeo, che così regnò fino alla morte.
In realtà il trono sarebbe dovuto andare al fratello Etolo, ma durante i giochi funebri (che furono celebrati in onore di Azano), Etolo con la propria biga investì Api, figlio di Foroneo e fu espulso dai fratelli di Apis, così il regno passò ad Eleo, il figlio della sorella Euricida.
Per purificarsi Etolo vagabondò per il Peloponneso e nelle terre dei Cureti uccise Doro, Laodoco e Polipete, i figli di Apollo e Ftia, dando a quelle zone il nome di Etolia.
Questa storia è un racconto mitico sulla colonizzazione dell'Etolia.